# Хорошев, Пётр Иванович
Пётр Иванович Хорошев (21 декабря 1902 года, с. Вырыстайкино, Симбирская губерния, Российская империя — не ранее 1950 года, СССР) — советский военачальник, полковник (14 августа 1944 года).

## Биография
Родился 21 декабря 1902 года в селе Вырыстайкино, ныне Сенгилеевского района Ульяновской области. Чуваш.

### Военная служба

#### Межвоенные годы
7 июля 1921 года добровольно поступил в 12-ю Симбирскую пехотную школу комсостава. После её окончания 15 сентября 1923 года был назначен в 56-ю стрелковую дивизию Петроградского ВО. Службу проходил в 166-м и 168-м стрелковых полках в должностях командира взвода и помощника командира роты. С октября 1926 года командовал взводом в 129-м стрелковом полку 43-й стрелковой дивизии. Член ВКП(б) с 1926 года. В августе 1928 года переведён в 84-й стрелковый полк 28-й Горской стрелковой дивизии СКВО, где и. д. командира стрелкового и учебного взводов, командира роты. В его составе в декабре 1929 года и в марте — апреле 1930 года принимал участие в ликвидации бандитизма в Чечне и Ингушетии.
В мае 1931 года был переведён во Владикавказскую пехотную школу (переименована затем в Орджоникидзевскую Краснознаменную пехотную школу), и. д. курсового командира, помощника командира роты, начальника строевого отделения. В мае 1935 года зачислен слушателем Военной академии РККА им. М. В. Фрунзе, через год в апреле 1936 года переведён слушателем курсов иностранных языков при Разведывательном управлении Генштаба РККА. После их окончания в феврале 1937 года назначен командиром батальона в 290-й стрелковый полк 97-й стрелковой дивизии КВО, находившейся в Летичевском УРе. С апреля 1938 года и. д. начальника 5-й части, а с сентября 1940 года — начальника 2-го отделения штаба этой же дивизии. В её составе принимал участие в походе Красной армии в Западную Украину, затем в Советско-финляндской войне. В январе 1941 года майор Хорошев был назначен начальником 1-го отделения, он же заместитель начальника штаба 15-й моторизованной бригады КОВО. С марта того же года вступил в должность начальника оперативного отделения штаба 215-й моторизованной дивизии, входившей в состав 22-го механизированного корпуса 5-й армии. в 1941 году закончил заочное отделение Военной академии РККА им. М. В. Фрунзе.

#### Великая Отечественная война
С началом войны в той же должности на Юго-Западном фронте. В ходе приграничного сражения 215-я моторизованная дивизия в составе тех же корпуса и армии вела тяжёлые оборонительные бои в районе городов Ровно, Луцк, принимала участие во фронтовом контрударе в направлении города Дубно. В ходе их майор Хорошев проявил себя смелым и мужественным командиром. Во время Киевской оборонительной операции 11 июля он «получил приказ взять руководство боем батальона 711-го мотострелкового батальона на решающем направлении, имея задачу пересечь шоссе Новоград-Волынский — Житомир и тем самым прервать движение немецких частей по этому шоссе». Батальону удалось выбить противника с занимаемых позиций и вынудить его к отходу. За мужество и отвагу в этих боях он был представлен к ордену Красного Знамени, однако награждён не был. 1 августа 1941 года Хорошев был тяжело ранен и эвакуирован в госпиталь в город Чернигов.
В октябре был назначен начальником штаба 372-й стрелковой дивизии СибВО. В ноябре дивизия вошла в состав сформированной в округе 59-й армии и передислоцирована по ж. д. в АрхВО, затем в декабре с этой армией передана в состав Волховского фронта. С января 1942 года её части принимали участие в Любанской наступательной операции, в боях по прорыву кольца окружения 2-й ударной армии. В период с 10 февраля по 4 марта 1942 года врид командира дивизии. В марте — мае 1942 года подполковник Хорошев находился на лечении по болезни в военном госпитале города Свердловск, после выздоровления назначен и. д. командира 32-й моторизованной стрелковой бригады ПриВО. В июле с бригадой убыл на Сталинградский фронт и участвовал в Сталинградской оборонительной операции. С августа по октябрь 1942 года вновь находился на лечении в госпитале в городе Вольск, затем в начале ноября был назначен заместителем начальника Ташкентского пехотного училища. С марта 1943 года и. д. командира 182-го горнострелкового полка 68-й горнострелковой дивизии САВО, которая выполняла задачи по охране государственной границы СССР с Ираном.
С октября 1943 года и. д. начальника штаба 220-й, а с ноября — 215-й стрелковых дивизий в составе 31-й армии Западного фронта. В период с 18 по 25 февраля 1944 года врид командира дивизии, затем вернулся к и. д. начальника штаба. В этот период дивизия входила в состав 33-й армии и вела оборонительные бои на витебском направлении. В апреле того же года дивизия была подчинена 39-й армии 3-го Белорусского фронта и участвовала в Витебско-Оршанской и Вильнюсской наступательных операциях, в форсировании реки Березина и освобождении городов Борисов и Вильнюс. В октябре 1944	года полковник Хорошев получил тяжёлое ранение при аварии автомобиля и до конца ноября находился в госпитале. После возвращения в дивизию с января 1945 года участвовал в Восточно-Прусской наступательной операции. С февраля 1945 года и до конца войны вновь лечился в госпитале.

#### Советско-японская война
В мае 1945 года полковник Хорошев был направлен в распоряжение Военного совета Забайкальского фронта и участвовал в Советско-японской войне 1945 года. В августе был назначен военным комендантом города Хайлар.

#### Послевоенное время
После войны с апреля 1946 года Хорошев находился в распоряжении Военного совета Забайкальско-Амурского военного округа. В августе 1946 года полковник Хорошев уволен в запас.

## Награды
- орден Ленина (15.11.1950)[4][5]
- два ордена Красного Знамени (31.07.1944[6], 03.11.1944[5][7])
- орден Отечественной войны 1-й степени (11.06.1944)[8]
  - медали в том числе:
  - «За оборону Сталинграда» (1945)
  - «За победу над Германией в Великой Отечественной войне 1941—1945 гг.» (1945)
  - «За победу над Японией» (1945)